# Lázaro y Juan Bautista Colloredo

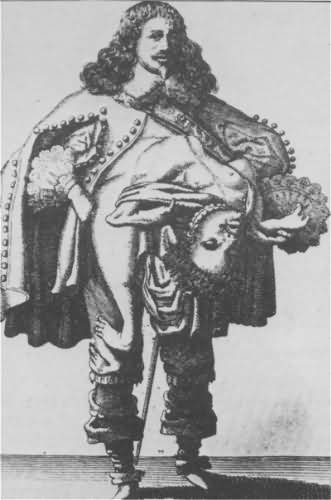
Lázaro y su hermano Juan Bautista en un grabado contemporáneo.

Lázaro Colloredo y Juan Bautista Colloredo (Génova, Italia; 1617 – París, Francia; después de 1646) fueron gemelos italianos que se exhibieron en Europa durante el siglo XVII, al tratarse del primer caso famoso de gemelos parásitos.
La mitad superior del cuerpo y la pierna izquierda de Juan Bautista (llamado así por Juan el Bautista) colgaban de su hermano Lázaro. Juan era un gemelo parásito. Además no hablaba, mantenía los ojos cerrados y la boca abierta todo el tiempo. Según un relato posterior del anatomista danés Thomas Bartholin, si alguien empujaba el pecho de Juan Bautista, movía sus manos, orejas y labios.
Para ganarse la vida, Lázaro recorrió Europa y visitó al menos Basilea, Suiza y Copenhague, Dinamarca, antes de llegar a Escocia en 1642. Más tarde visitó la corte de Carlos I de Inglaterra.
También visitó Danzig, Turquía, y recorrió Alemania e Italia en 1646, después de lo cual su pista se pierde.
Los relatos contemporáneos describen a Lázaro como cortés y guapo, a diferencia de su hermano gemelo quien solo colgaba de él. Cuando Lázaro no se exhibía, cubría a su hermano con su capa para evitar atención innecesaria.
Los relatos posteriores afirman que Lázaro se casó y tuvo varios hijos, ninguno heredó su condición. Su famoso retrato grabado lo representa vestido con traje de cortesano de la época estuardo.
Según Henri Sauval, Lázaro fue sentenciado a muerte por matar a un hombre, pero logró evitar su ejecución señalando que esto también mataría a su inocente hermano gemelo.
Se desconoce la fecha exacta de la muerte de los hermanos.

## Lectura adicional
- Gould, George M., and Walter L. Pyle (1896). Anomalías y Curiosidades de la Medicina. En inglés.
- "Lázaro y Juan Bautista Colloredo." Phreeque.com. En inglés.

- Datos: Q1393097